# Цытович, Тамара Эрастовна
Тамара Эрастовна Цытович (11 (24) марта 1907, Санкт-Петербург, Российская империя — 19 октября 1992, Москва, Россия) — советский и российский музыковед
, литературовед и музыкальный педагог, профессор МГК имени П. И. Чайковского. Заслуженный деятель искусств РСФСР (1978).

## Биография
Родилась 11 марта 1907 года в Санкт-Петербурге в семье известного педагога Эраста Платоновича Цытовича. 
С 1938 года научный сотрудник Государственного центрального музея музыкальной культуры, под руководством Т. Э. Цытович закладывались основы научной деятельности  музея.
С 1963 по 1990 годы профессор и руководитель кафедры истории зарубежной музыки Московской государственной консерватории имени П. И. Чайковского. По инициативе Т. Э. Цытович на кафедре были введены новые направления в преподавании и в научных исследованиях: музыкальной американистика и историческая медиевистика, а также изучение музыкальных культур Азии и Африки. При её непосредственном участии был создан Кабинет внеевропейских музыкальных культур, а в 1990 году кафедра музыкальных культур мира.
22 июня 1978 года Указом Президиума Верховного Совета РСФСР Э. Т. Цытович присвоено почётное звание Заслуженный деятель искусств РСФСР.
Умерла 19 октября 1992 года в Москве, похоронена на Новодевичьем кладбище рядом со своим мужем М. Б. Храпченко.

## Интересные факты
Как обычно, прием продолжался до утра.
И вот, когда уже начало светать (а это было утро 22 декабря), И. В. Сталин и А. И. Микоян, который был тамадой, встают и идут через весь зал. Микоян суетится и восклицает: «Товарищ Сталин! Товарищ Сталин! Шестьдесят лет бывает раз в жизни! Надо продолжать!».
«А вот, мы сейчас у народа спросим, — говорит Сталин и, дойдя до последнего столика, обращается к жене М. Б. Храпченко — Тамаре Эрастовне Цытович (вот кто, оказывается, народ). — Как вы считаете: пора кончать или надо продолжать?»
«Товарищ Сталин, пора кончать», — отвечает Тамара Эрастовна. Она, конечно, не вкладывала в эти слова никакого политического смысла, но все за ее столиком окаменели.
А она поясняет: «Товарищ Сталин, вам надо отдыхать, а нам пора на работу». (Какая дерзость!)
И тут Сталин неожиданно (как будто не заметил дерзости) говорит Микояну: «Ты, бездельник, всегда готов пировать! Послушай, что говорит рабочий человек!»
Тамара Эрастовна чудом попала в точку. Сам вождь собирался заканчивать празднество. Через несколько минут зал был пуст— 

## Труды
- Цытович Т. Э. Рахманинов Сергей Васильевич : Сборник статей и материалов // . — МГК им. П. И. Чайковского. — Москва, 1947 г. — Т. 1: М — Л. — 270 с.
- Цытович Т. Э. Музыка Австрии и Германии XIX века // . — МГК им. П. И. Чайковского: Кафедра истории зарубежной музыки. — Москва, 1975 г. — Т. 1. — 509 с.
- Цытович Т. Э. Музыка Австрии и Германии XIX века // . — МГК им. П. И. Чайковского: Кафедра истории зарубежной музыки. — Москва, 1975 г. — Т. 3. — (История зарубежной музыки).
- Цытович Т. Э. Проблемы образования и воспитания в музыкальном вузе //  / Назайкинский Е. В. — МГК им. П. И. Чайковского. — Москва, 1978 г. — С. 124.
- Цытович Т. Э. Исследования исторического процесса классической и современной зарубежной музыки // . — МГК им. П. И. Чайковского. — Москва, 1980 г. — С. 192.
- Цытович Т. Э. Из истории форм и жанров вокальной музыки: сборник научных трудов // . — МГК им. П. И. Чайковского. — Москва, 1982 г. — С. 114.
- Цытович Т. Э. Из истории форм и жанров вокальной музыки: сборник научных трудов // . — МГК им. П. И. Чайковского. — Москва, 1982 г. — С. 116.
- Цытович Т. Э. Проблемы музыкального стиля И. С. Баха, Г. Ф. Генделя : (К 300-летию со дня рождения великих нем. композиторов): сборник научных трудов // . — МГК им. П. И. Чайковского. — Москва, 1985 г. — С. 170.
- Цытович Т. Э. Музыкальные традиции стран Азии и Африки: сборник научных трудов // . — МГК им. П. И. Чайковского. — Москва, 1986 г. — С. 170.
- Цытович Т. Э. Рихард Вагнер. Статьи и материалы. Сборник научных трудов кафедры истории зарубежной музыки // . — МГК им. П. И. Чайковского. — Москва, 1988 г. — С. 136.
- Цытович Т. Э. Музыка социалистических стран. Тенденции 60-80-х годов // . — МГК им. П. И. Чайковского. — Москва, 1988 г. — С. 112.
- Цытович Т. Э. Традиции и современность в индийской музыке: сборник научных трудов //  / Дж. К. Михайлов. — МГК им. П. И. Чайковского. — Москва, 1988 г. — С. 172.
- Цытович Т. Э. Музыка Австрии и Германии XIX века //  / Дж. К. Михайлов. — МГК им. П. И. Чайковского. — Москва, 1990 г. — Т. 2. — С. 525. — (История зарубежной музыки).
- Цытович Т. Э. Проблемы музыкального искусства немецкоязычных стран: сборник научных трудов //  / Дж. К. Михайлов. — МГК им. П. И. Чайковского. — Москва, 1990 г. — С. 151. — (История зарубежной музыки).

## Звания и награды
- Заслуженный деятель искусств РСФСР (22.06.1978)
- Орден «Знак Почёта» (14.10.1966)

## Память
- 12 апреля 2006 года при открытии портретной галереи выдающихся музыковедов — профессоров Московской консерватории, в помещении  класса № 317 был  вывешен портрет Т. Э. Цытович[8]
- С 28 по 29 марта 2007 года в МГК имени П. И. Чайковского состоялась конференция к 100-летию со дня рождения профессора Тамары Эрастовны Цытович[9]

## Семейная связь
- Муж Михаил Борисович Храпченко (1904—1986) — специалист по истории и теории литературы. Герой Социалистического Труда. Член Президиума Академии наук СССР
- Сын Валерий — кандидат физико-математических наук, старший научный сотрудник Института прикладной математики им. М. В. Келдыша РАН
- Дочь Мария